# سیارک ۸۳۶
سیارک ۸۳۶ (به انگلیسی: 836 Jole، نامگذاری:1916AF) هشتصد و سی و ششمین سیارک کشف شده‌است که در ۲۳ سپتامبر ۱۹۱۶ و در هایدلبرگ کشف شد.
قدر مطلق سیارک برابر ۱۳٫۶۰ است.